# Tête de la Forclaz
Pour le sommet valdôtain du même nom, voir Tête de la Forclaz (Alpes pennines).
La tête de la Forclaz, anciennement orthographié tête de la Forcle, est un sommet de France situé dans les Alpes, en Haute-Savoie. Avec 2 434 mètres d'altitude, il domine la vallée de l'Arve, notamment Sallanches, au sud-est et Le Reposoir au nord-ouest. Il se trouve dans la chaîne des Aravis, au sud de la tête du Château, au sud-ouest de la pointe d'Areu dont il est séparé par le col de la Forclaz et au nord-est des pointes Longues par delà la combe des Nants.

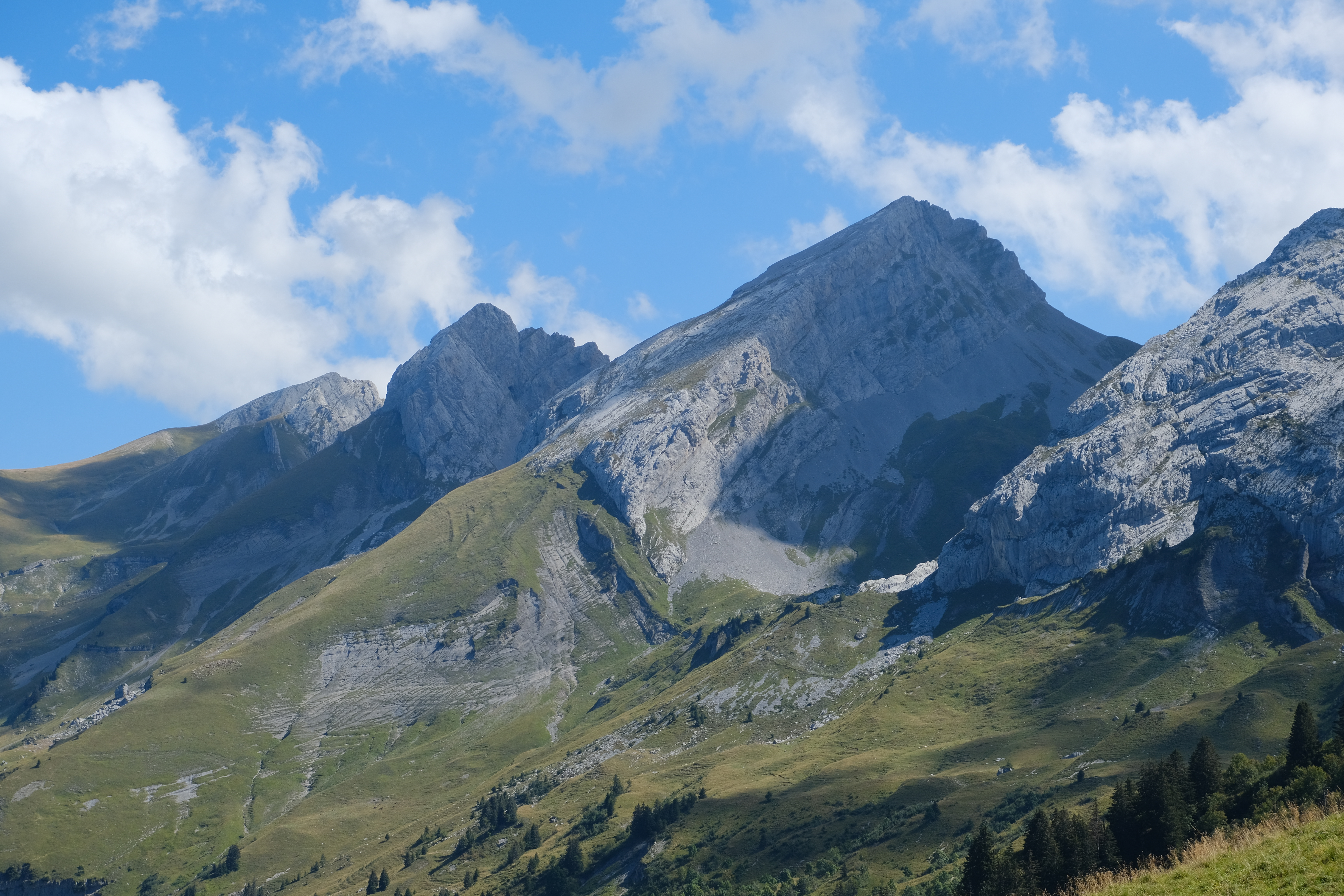
De gauche à droite, la tête de la Forclaz, les pointes Longues et la pointe de Bella Cha vues depuis le sud-ouest.